# مدار ۵ درجه جنوبی
مدار ۵ درجه جنوبی، دایره‌ای از عرض جغرافیایی است که در ۵ درجهٔ جنوبی خط استوا  قرار دارد.

## گذر از مناطق
از نصف‌النهار مبدأ شروع می‌شود و به سمت مشرق ۵ درجه جنوبی از موارد زیر گذر می‌کند:
| مختصات‌ها                                           | کشور، قلمرو یا دریا   | توضیحات |
| -------------------------------------------------- | --------------------- | --- |
| ۵°۰′ جنوبی ۰°۰′ شرقی / ۵٫۰۰۰°جنوبی ۰٫۰۰۰°شرقی      | اقیانوس اطلس          | |
| ۵°۰′ جنوبی ۱۱°۵۹′ شرقی / ۵٫۰۰۰°جنوبی ۱۱٫۹۸۳°شرقی   | جمهوری کنگو           | حدود 7km |
| ۵°۰′ جنوبی ۱۲°۲′ شرقی / ۵٫۰۰۰°جنوبی ۱۲٫۰۳۳°شرقی    | آنگولا                | Cabinda برون‌بوم |
| ۵°۰′ جنوبی ۱۲°۳۸′ شرقی / ۵٫۰۰۰°جنوبی ۱۲٫۶۳۳°شرقی   | جمهوری دموکراتیک کنگو | |
| ۵°۰′ جنوبی ۲۹°۷′ شرقی / ۵٫۰۰۰°جنوبی ۲۹٫۱۱۷°شرقی    | دریاچه تانگانیکا      | |
| ۵°۰′ جنوبی ۲۹°۴۶′ شرقی / ۵٫۰۰۰°جنوبی ۲۹٫۷۶۷°شرقی   | تانزانیا              | |
| ۵°۰′ جنوبی ۳۹°۸′ شرقی / ۵٫۰۰۰°جنوبی ۳۹٫۱۳۳°شرقی    | اقیانوس هند           | Pemba Channel |
| ۵°۰′ جنوبی ۳۹°۴۰′ شرقی / ۵٫۰۰۰°جنوبی ۳۹٫۶۶۷°شرقی   | تانزانیا              | جزیرهٔ Pemba |
| ۵°۰′ جنوبی ۳۹°۵۲′ شرقی / ۵٫۰۰۰°جنوبی ۳۹٫۸۶۷°شرقی   | اقیانوس هند           | Passing through the Amirante Islands, سیشل · گذرکردن از جنوب Mahé island, سیشل · گذرکردن از شمال Peros Banhos atoll, قلمرو اقیانوس هند بریتانیا |
| ۵°۰′ جنوبی ۱۰۳°۴۵′ شرقی / ۵٫۰۰۰°جنوبی ۱۰۳٫۷۵۰°شرقی | اندونزی               | جزیرهٔ سوماترا |
| ۵°۰′ جنوبی ۱۰۵°۵۲′ شرقی / ۵٫۰۰۰°جنوبی ۱۰۵٫۸۶۷°شرقی | دریای جاوه            | Passing close by several small islands of اندونزی |
| ۵°۰′ جنوبی ۱۱۹°۲۸′ شرقی / ۵٫۰۰۰°جنوبی ۱۱۹٫۴۶۷°شرقی | اندونزی               | جزیرهٔ سولاوسی |
| ۵°۰′ جنوبی ۱۲۰°۱۸′ شرقی / ۵٫۰۰۰°جنوبی ۱۲۰٫۳۰۰°شرقی | دریای باندا           | Gulf of Boni - گذرکردن از شمال جزیرهٔ Kabaena, اندونزی |
| ۵°۰′ جنوبی ۱۲۲°۲۳′ شرقی / ۵٫۰۰۰°جنوبی ۱۲۲٫۳۸۳°شرقی | اندونزی               | جزیرهٔ Muna و Buton |
| ۵°۰′ جنوبی ۱۲۲°۵۷′ شرقی / ۵٫۰۰۰°جنوبی ۱۲۲٫۹۵۰°شرقی | دریای باندا           | Passing close by several small islands of اندونزی |
| ۵°۰′ جنوبی ۱۳۷°۱۵′ شرقی / ۵٫۰۰۰°جنوبی ۱۳۷٫۲۵۰°شرقی | اندونزی               | جزیرهٔ گینه نو |
| ۵°۰′ جنوبی ۱۴۱°۰′ شرقی / ۵٫۰۰۰°جنوبی ۱۴۱٫۰۰۰°شرقی  | پاپوآ گینه نو         | جزیرهٔ گینه نو |
| ۵°۰′ جنوبی ۱۴۵°۴۷′ شرقی / ۵٫۰۰۰°جنوبی ۱۴۵٫۷۸۳°شرقی | اقیانوس آرام          | دریای بیسمارک, passing close by several small islands of پاپوآ گینه نو |
| ۵°۰′ جنوبی ۱۵۱°۱۵′ شرقی / ۵٫۰۰۰°جنوبی ۱۵۱٫۲۵۰°شرقی | پاپوآ گینه نو         | جزیرهٔ بریتانیای نو |
| ۵°۰′ جنوبی ۱۵۱°۵۷′ شرقی / ۵٫۰۰۰°جنوبی ۱۵۱٫۹۵۰°شرقی | اقیانوس آرام          | دریای سلیمان · - گذرکردن از جنوب جزیرهٔ New Ireland, پاپوآ گینه نو · - گذرکردن از شمال Buka Island, پاپوآ گینه نو · An unnamed part of the ocean · - گذرکردن از شمال Ontong Java Atoll, جزایر سلیمان · - گذرکردن از جنوب جزیره نیکومارورو atoll, کیریباتی |
| ۵°۰′ جنوبی ۸۱°۴′ غربی / ۵٫۰۰۰°جنوبی ۸۱٫۰۶۷°غربی    | پرو                   | |
| ۵°۰′ جنوبی ۷۹°۳′ غربی / ۵٫۰۰۰°جنوبی ۷۹٫۰۵۰°غربی    | اکوادور               | حدود 4km at the southernmost point of the country |
| ۵°۰′ جنوبی ۷۹°۰′ غربی / ۵٫۰۰۰°جنوبی ۷۹٫۰۰۰°غربی    | پرو                   | |
| ۵°۰′ جنوبی ۷۲°۳۵′ غربی / ۵٫۰۰۰°جنوبی ۷۲٫۵۸۳°غربی   | برزیل                 | آمازوناس پارا مارانیائو پیاوی سئارا ریوگرانده دو نورتی |
| ۵°۰′ جنوبی ۳۶°۵۰′ غربی / ۵٫۰۰۰°جنوبی ۳۶٫۸۳۳°غربی   | اقیانوس اطلس          | |